# الدوري السويدي الدرجة الثانية 1932–33
الدوري السويدي الدرجة الثانية 1932–33 (بالسويدية: Division II i fotboll 1932/1933)‏ هو موسم من الدوري السويدي الدرجة الثانية. فاز فيه غيفلي.